# Оранджвілл (Пенсільванія)
Оранджвілл (англ. Orangeville) — місто (англ. borough) в США, в окрузі Колумбія штату Пенсільванія. Населення — 479 осіб (2020).

## Географія
Оранджвілл розташований за координатами 41°4′37″ пн. ш. 76°24′48″ зх. д. / 41.07694° пн. ш. 76.41333° зх. д. (41.076951, -76.413464).  За даними Бюро перепису населення США в 2010 році місто мало площу 1,17 км², з яких 1,15 км² — суходіл та 0,02 км² — водойми.

## Демографія
Згідно з переписом 2010 року, у селищі мешкало 508 осіб у 157 домогосподарствах у складі 103 родин. Густота населення становила 433 особи/км².  Було 175 помешкань (149/км²).
Расовий склад населення:
| - 97,8 % — білих - 0,4 % — корінних американців - 0,4 % — чорних або афроамериканців - 0,2 % — азіатів - 1,2 % — осіб інших рас |

До двох чи більше рас належало 0,0 %. Частка іспаномовних становила 1,4 % від усіх жителів.
За віковим діапазоном населення розподілялося таким чином: 17,3 % — особи молодші 18 років, 49,6 % — особи у віці 18—64 років, 33,1 % — особи у віці 65 років та старші. Медіана віку мешканця становила 51,8 року. На 100 осіб жіночої статі у селищі припадало 97,7 чоловіків;  на 100 жінок у віці від 18 років та старших — 101,0 чоловіків також старших 18 років.
Середній дохід на одне домашнє господарство  становив 64 632 долари США (медіана — 50 714), а середній дохід на одну сім'ю — 80 944 долари (медіана — 67 500). Медіана доходів становила 42 273 долари для чоловіків та 37 708 доларів для жінок. За межею бідності перебувало 3,8 % осіб, у тому числі 4,2 % дітей у віці до 18 років та 14,3 % осіб у віці 65 років та старших.
Цивільне працевлаштоване населення становило 172 особи. Основні галузі зайнятості: роздрібна торгівля — 24,4 %, освіта, охорона здоров'я та соціальна допомога — 17,4 %, виробництво — 12,8 %.